# گاری (اکلاهما)
گاری(به انگلیسی: Geary) شهری در ایالت اکلاهما کشور ایالات متحده آمریکا است که جمعیت آن در سرشماری سال ۲۰۱۰ میلادی، ۱٬۲۸۰ نفر بوده‌است.